# Viscum decurrens
Viscum decurrens là một loài thực vật có hoa trong họ Santalaceae. Loài này được (Engl.) Baker & Sprague miêu tả khoa học đầu tiên năm 1911.